# 横山直樹
横山 直樹（よこやま なおき、1949年3月28日 -）は、日本の電気工学者。ナノテクノロジーや電子デバイス、フォトニックデバイスの分野で活躍し、ホットエレクトロントランジスタの製造と共鳴トンネルトランジスタの発明に成功したことで最も有名。
大阪生まれ。1971年に大阪市立大学理学部物理学科を卒業し、1973年に大阪大学大学院基礎工学研究科物性物理学専攻修士課程修了（1984年に同大学から博士を取得）。1973年に富士通研究所の半導体デバイス研究所に入所し、2000年にはナノテクノロジー研究センターのフェローおよびゼネラルマネージャーに任命された。東京大学の客員教授でもある。
1987年にGaAsシンポジウム若手科学者賞、1998年にモーリス・N・リーブマン記念賞を「セルフアライメント高融点ゲートガリウムヒ素MESFET集積回路の開発に対する貢献とリーダーシップ」により受賞した。2000年にIEEEフェロー、2003年に電子情報通信学会フェロー、2007年に応用物理学会のフェローに選ばれた。

## 著作
- Masayuki Abe, Naoki Yokoyama, Semiconductor heterostructure devices, Volume 8 of Japanese technology reviews, Taylor & Francis US, 1989. ISBN 978-2-88124-338-7.

## レファレンス
- Naoki Yokoyama curriculum vitae